# Mi gran noche
Mi gran noche is een Spaanse film uit 2015, geregisseerd door Álex de la Iglesia.

## Verhaal
José (Pepón Nieto) is een werkloze man die wordt ingehuurd om als figurant aanwezig te zijn bij een Oudejaarsavondshow die vier maanden van tevoren wordt opgenomen. Het is zijn taak te applaudisseren voor optredens die hij zelf niet ziet, en net te doen alsof hij viert dat het nieuwe jaar is begonnen. Terwijl er achter de schermen van alles mis dreigt te gaan, valt José als een blok voor zijn tafelgenoot Paloma (Blanca Suárez).

## Rolverdeling
| Acteur            | Personage |
| ----------------- | --------- |
| Raphael           | Alphonso  |
| Mario Casas       | Adanne    |
| Pepón Nieto       | José      |
| Blanca Suárez     | Paloma    |
| Hugo Silva        | Roberto   |
| Carlos Areces     | Yuri      |
| Jaime Ordóñez     | Óscar     |
| Luis Callejo      | Regidor   |
| Carolina Bang     | Cristina  |
| Carmen Machi      | Rosa      |
| Carmen Ruiz       | Amparo    |
| Santiago Segura   | Benítez   |
| Enrique Villén    | Soriano   |
| Antonio Velázquez | Antonio   |

## Ontvangst

### Recensies
Op Rotten Tomatoes geeft 88% van de 17 recensenten de film een positieve recensie, met een gemiddelde score van 7,66/10. Metacritic komt tot een score van 74/100, gebaseerd op 9 recensies.

### Prijzen en nominaties
De film werd genomineerd voor 4 Premios Goya.
| Jaar | Prijs                           | Categorie               | Genomineerde                                           | Resultaat   |
| ---- | ------------------------------- | ----------------------- | ------------------------------------------------------ | ----------- |
| 2016 | Premios Goya (30ste uitreiking) | Beste enscenering       | Arturo García, José Luis Arrizabalaga                  | Genomineerd |
| 2016 | Premios Goya (30ste uitreiking) | Beste geluid            | David Rodríguez, Nicolás de Poulpiquet, Sergio Bürmann | Genomineerd |
| 2016 | Premios Goya (30ste uitreiking) | Beste speciale effecten | Curro Muñoz, Juan Ramón Molina                         | Genomineerd |
| 2016 | Premios Goya (30ste uitreiking) | Beste kostuums          | Paola Torres                                           | Genomineerd |